# Esteban Sachetti
Esteban Fernando Sachetti (San Miguel de Tucumán, 21 novembre 1985) è un calciatore argentino, centrocampista del Central.

## Biografia
Possiede anche il passaporto italiano.

## Carriera
Ha iniziato la propria carriera tra le giovanili del Siviglia, passando dalla squadra C alla B. Nell'estate 2010 si trasferisce al San Fernando CD.
Dopo un solo anno si trasferisce a Cipro, dapprima con il Doxa Katōkopias per poi passare in prestito all'AEL Limassol, che lo riscatterà la sessione successiva.

## Palmarès

### Club

#### Competizioni nazionali
- Coppa di Cipro: 2

Apollōn Limassol: 2015-2016, 2016-2017
- Supercoppa di Cipro: 2

Apollōn Limassol: 2016, 2017